# UFC on FX 7
UFC on FX 7: Belfort vs. Bisping（ユーエフシー・オン・エフエックス・セブン：ベウフォート・バーサス・ビスピン）は、アメリカ合衆国の総合格闘技団体「UFC」の大会の一つ。2013年1月19日、ブラジル・サンパウロ州サンパウロのイビラプエラ・アリーナで開催された。

## 大会概要
本大会ではビクトー・ベウフォートとマイケル・ビスピンによるミドル級ワンマッチが組まれた。
Jungle Fightミドル級王者イルデマール・アルカンタラ、キャリア12戦全勝のルーカス・マルチンスがUFCデビュー。

### カード変更
負傷などによるカードの変更は以下の通り。
- ロジャー・ホレット → イルデマール・アルカンタラ（第2試合）

- ジョージ・ループ → ペドロ・ノーブリ（第3試合）

- ユーリ・アルカンタラ vs. ジョニー・エドゥアウド → エドゥアウドの負傷により中止

- チアゴ・ペルペチュオ vs. マイケル・カイパー → ペルペチュオの負傷により中止

- カイオ・マガリャエス vs. マイケル・カイパー → マガリャエスの負傷により中止

## 試合結果

### アーリープレリム
第1試合 ライト級ワンマッチ 5分3R
○  フランシスコ・ドライナルド vs.  CJ・キース ×
2R 1:50 肩固め

### プレリミナリーカード
第2試合 ライトヘビー級ワンマッチ 5分3R
○  イルデマール・アルカンタラ vs.  ヴァグネル・プラド ×
2R 2:39 膝十字固め
第3試合 バンタム級ワンマッチ 5分3R
－  ユーリ・アルカンタラ vs.  ペドロ・ノーブリ －
1R 2:11 ノーコンテスト（反則）
第4試合 ライト級ワンマッチ 5分3R
○  エジソン・バルボーザ vs.  ルーカス・マルチンス ×
1R 2:38 TKO（棄権）
第5試合 フェザー級ワンマッチ 5分3R
○  ニック・レンツ vs.  ディエゴ・ヌネス ×
3R終了 判定3-0（30-27、30-27、30-26）
第6試合 ミドル級ワンマッチ 5分3R
○  ホニー・マルケス vs.  アンドリュー・クレイグ ×
3R終了 判定3-0（29-28、29-28、29-28）
第7試合 フェザー級ワンマッチ 5分3R
○  ゴドフレド・ペペイ vs.  ミルトン・ヴィエイラ ×
3R終了 判定2-1（29-28、28-29、29-28）

### メインカード
第8試合 ライト級ワンマッチ 5分3R
○  カビブ・ヌルマゴメドフ vs.  チアゴ・タバレス ×
1R 1:55 TKO（グラウンドの肘打ち）
第9試合 ヘビー級ワンマッチ 5分3R
○  ガブリエル・ゴンザーガ vs.  ベン・ロズウェル ×
2R 1:01 ギロチンチョーク
第10試合 ミドル級ワンマッチ 5分3R
○  CB・ダラウェイ vs.  ダニエル・サラフィアン ×
3R終了 判定2-1（29-28、28-29、29-28）
第11試合 ミドル級ワンマッチ 5分5R
○  ビクトー・ベウフォート vs.  マイケル・ビスピン ×
2R 1:27 TKO（左ハイキック→パウンド）

### 各賞
ファイト・オブ・ザ・ナイト： CB・ダラウェイ vs. ダニエル・サラフィアン
ノックアウト・オブ・ザ・ナイト： ビクトー・ベウフォート
サブミッション・オブ・ザ・ナイト： イルデマール・アルカンタラ
各選手にはボーナスとして5万ドルが支給された。